# Виктор Орбан
Виктор Орбан (на унгарски: Orbán Viktor) е настоящият министър-председател на Унгария, избран през 2010 г., председател на партия Фидес. Бил е министър-председател на страната и в периода от 1998 до 2002 г. Той е роден на 31 май 1963 г., в промишления град Секешфехервар. Родителите му са протестанти-калвинисти по вероизповедание.
Орбан завършва средното си образование в английската паралелка на елитната гимназия с преподаване на чужди езици в родния си град. Дипломира се като юрист в будапещенския университет „Лоранд Йотвьош“. Женен е с пет деца (Рахел, Гашпар, Шара, Роза, Флора).
Той е един от основателите на политическа партия Фидес на 30 март 1988 г. През 1989 г. получава стипендия от фондацията на Джордж Сорос и заминава на обучение в Оксфордския университет, където в продължение на година изучава политически науки.
Политическата кариера на Виктор Орбан преминава през всички възможни равнища, започвайки от активист на радикално антикомунистическо студентско движение, стигайки до председател на дясноцентристка либерална партия. През 1990 г. е избран за депутат в унгарския парламент от квотата на Фидес. В периода от 1993 до 1998 г. Орбан оглавява дясноцентристката партия Фидес, като на всеки партиен конгрес неизменно е преизбиран с пълно мнозинство. През 1998 г. парламентарните избори в Унгария са спечелени от „младите демократи“, които провъзгласяват Виктор Орбан за министър-председател. Правителството, което оглавява Виктор Орбан, е четвъртият политически кабинет след демократичните промени през 1989 г. На 35 години Орбан се оказва най-младият министър-председател, който заема премиерския пост в Унгария.
През 1999 г. Орбан ратифицира договора за присъединяването на Унгария към военния алианс НАТО. Провежда радикални промени в административно-бюрократичния апарат на страната. Политическите решения, които взима, често са подлагани на остра критика от страна на опозиционните партии в парламента, като те обвиняват министър-председателя в прекомерна авторитарност, както и в желание да редуцира законовите прерогативи, с които разполага народното събрание, в полза на силната личност на премиера.
През 2014 г. Фидес отново печели редовните парламентарни избори (април), както и последвалите ги избори за Европейски парламент (май).